# 首なしライダー
首なしライダー（くびなしライダー）は、頭部を欠損したバイクライダーとして描写される亡霊の名前、およびそれにまつわる話の題名である。都市伝説や怪談の一種であり、同種の話が日本各地に見られる。

## 概要
ある道路を横断するようにピアノ線が張ってあり、そこに猛スピードのバイクで突っ込んだライダーは首をはねられてしまった。しかし、首のないライダーを乗せたままバイクはしばらく走り続けた。亡霊となった彼は夜な夜な（または死亡時刻、命日などに）その道路を猛スピードでさまよい続けている。首が切断される原因は道路標識やガードレール、トラックなどからの落下物とされることもある。走り回る理由は自分を殺害した犯人、もしくは切り落とされた自分の頭部を捜している、などとされることが多い。
福岡県の英彦山の山道で首なしライダーの集団が爆走する「首なし暴走族」の都市伝説もある。刎ねられた首が飛んで来るというバリエーションもあり、これはほとんどがバイクが登場するのとは別の場所に断末魔の叫びとともに飛んでくるという。その際、ヘルメットつきかどうかは定かではない。

## 考察

### 成立について
先駆的な使用例として1976年に日本TV系で放映された『事件記者コルチャック』（じけんきしゃコルチャック、原題: Kolchak: The Night Stalker）の1エピソード「闇に舞う爆走首なしライダー」 (CHOPPER)が存在する。
首なしライダーの噂が本格的に広まったのは1974年にオーストラリアで映画『マッドストーン』が公開（日本では1981年公開）されてからだという。この映画には、道路に仕掛けたピアノ線でライダーの首を刎ね飛ばすシーンがあり、これが各地のバイク事故にまつわる噂と結びついて広まったとも言われる。
この都市伝説は暴走族に悩まされた近隣住民が妨害を目的に道路に渡したロープでバイクが転倒するという実際の事故が発端であるという。原型となった事故については様々な説があるが、実はただ偶然そこで発生したバイク死亡事故がおもしろおかしく伝えられただけという説もある。
真っ暗な道で黒いフルフェイスヘルメットをかぶったライダーの乗るバイクを、首なしライダーと誤認したことが発祥とする説もある。実際、黒いフルフェイスヘルメットをかぶって運転するライダーには、自分が首なしライダーだと誤認された体験談を話すものもいる。またこれを狙いわざと夜間に黒い（それも光の反射を抑えるように加工した）フルフェイスヘルメットを被る、愉快犯的なライダーもいるという。また、夜間にレーサーレプリカ、スーパースポーツ型の二輪車に、燃料タンクの上に伏せた体勢で運転していたライダーを、目撃者が首なしライダーと見間違えたのではと言う意見もある。

### ピアノ線について
ピアノ線を張った者は、変質者、愉快犯、暴走族、近隣住民、と一定ではない。
ワイヤーやピアノ線などでバイクの転倒を狙うブービートラップは、映画『大脱走』（1963年制作）で、ヒルツ（役スティーブ・マックイーン）が敵のドイツ兵からバイクを奪う場面にも描写されており、古くから存在する。ゲリラ戦では走行する車両の上部から首を出した兵士の首を切断する目的でワイヤーを張ることがあり、これに対抗するために陸上自衛隊の軽装甲機動車イラク派遣仕様などには、ワイヤーカッターが取り付けられている。

### 首なしライダーとなった人物について
ほとんどの伝説では被害者は暴走族とされているが、偶然通り掛かっただけの人など様々な説がある。

### 首の無いライダーについて
「ライダー」とは英単語の「rider＝乗手」から来ているため、バイクの運転者だけでなく馬などの動物に乗る騎手も指す。首の無い騎手の亡霊（妖怪、怪異）は戦国時代から「首なし騎馬武者」や「首無し武者」として言い伝えられている。アイルランドの首なし妖精「デュラハン」やニューヨーク北部の「スリーピー・ホロウ」なども古くから伝承に語られている。このほか、単に首のない亡霊（妖怪、怪異）の例は南米の首なし女など、枚挙に暇が無い。